# Libín
Pour les articles homonymes, voir Libin (homonymie).
Libín (en allemand : Libin) est une commune du district de České Budějovice, dans la région de Bohême-du-Sud, en République tchèque. Sa population s'élevait à 439 habitants en 2023.

## Géographie
Libín se trouve à 8 km au sud-ouest de Třeboň, à 15 km à l'est de České Budějovice et à 125 km au sud-sud-est de Prague.
La commune est limitée par Zvíkov, Lišov, Štěpánovice et Třeboň au nord, par Domanín à l'est, par Jílovice et Mladošovice au sud, et par Ledenice au sud-ouest et à l'ouest.

## Histoire
La première mention écrite du village date de 1366.

## Administration
La commune se compose de trois sections :
- Libín
- Slavošovice
- Spolí

## Galerie

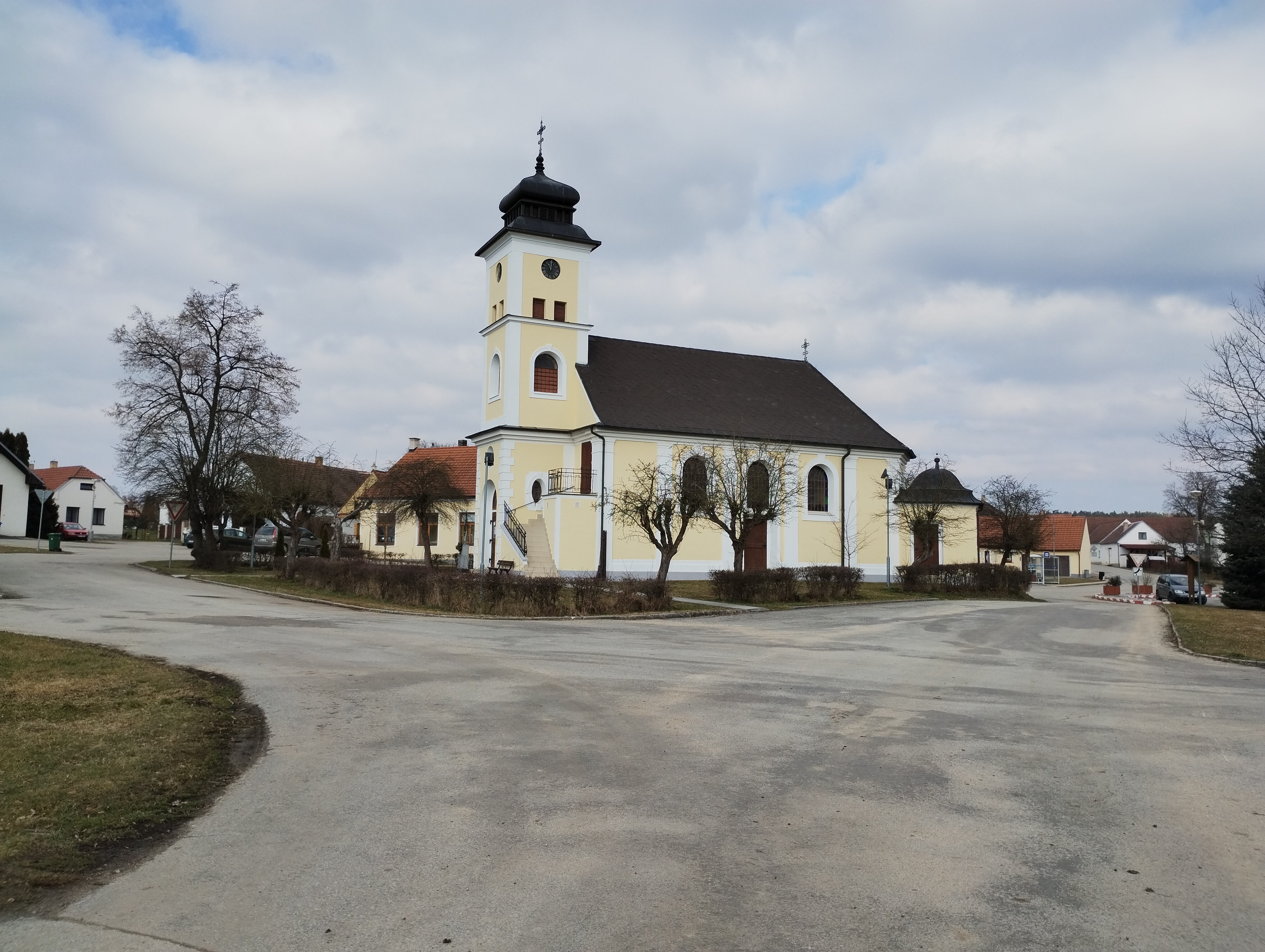
Église à Libín.
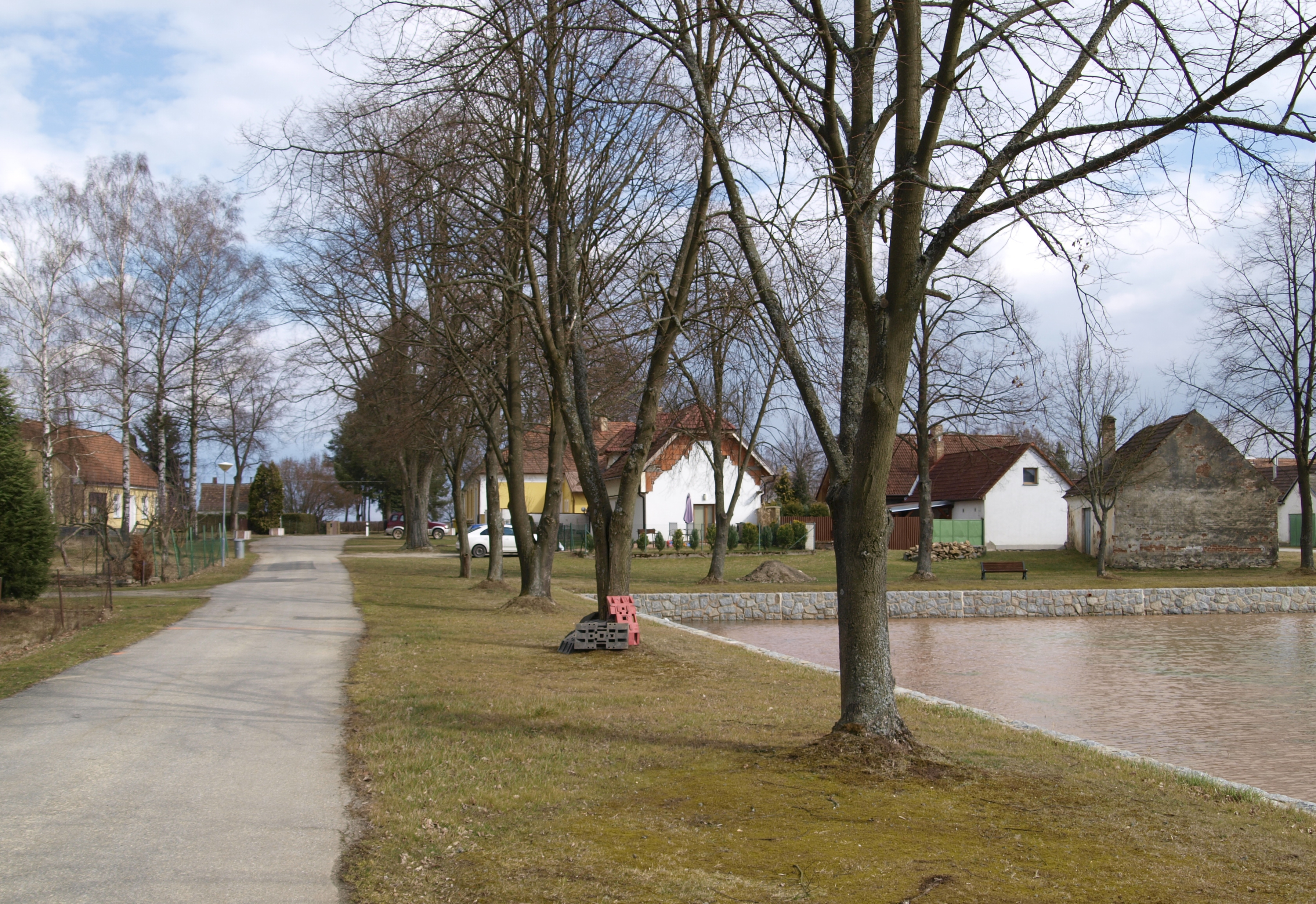
Étang à Slavošovice.

## Transports
Par la route, Libín se trouve à 14 km de Třeboň, à 17 km de České Budějovice et à 153 km de Prague.